# チャック・ラッセル
チャック・ラッセル（Chuck Russell、1952年8月6日 - ）は、アメリカ合衆国の映画監督・映画プロデューサー。

## フィルモグラフィ
- The Hearse（1980） - ラインプロデューサー
- ヘルナイト Hell Night（1981） - エグゼクティブプロデューサー
- The Seduction（1982） - エグゼクティブプロデューサー
- Body Rock（1984） - プロデューサー
- ドリームスケープ Dreamscape（1984） - 共同脚本・アソシエイトプロデューサー
- ハイスクールはダンステリア Girls Just Want to Have Fun（1985） - プロデューサー
- バック・トゥ・スクール Back to School（1986） - プロデューサー
- エルム街の悪夢3 惨劇の館 A Nightmare on Elm Street 3: Dream Warriors（1987） - 監督・共同脚本
- ブロブ/宇宙からの不明物体 The Blob（1988） - 監督・共同脚本
- マスク The Mask（1994） - 監督・エグゼクティブプロデューサー
- イレイザー Eraser（1996） - 監督・エグゼクティブプロデューサー
- ブレス・ザ・チャイルド Bless the Child（2000） - 監督
- スコーピオン・キング The Scorpion King（2002） - 監督
- コラテラル Collateral（2004） - エグゼクティブプロデューサー
- リベンジ・リスト I Am Wrath（2016） - 監督[1]
- ガネーシャ マスター・オブ・ジャングル Junglee（2019） - 監督
- オペレーション・ゴールド Paradise City（2022） - 監督
- Mandrake the Magician（TBA） - 監督